# جيم والش (لاعب كرة قاعدة)
جيم والش (بالإنجليزية: Jim Walsh)‏ هو لاعب كرة قاعدة أمريكي، ولد في 10 يوليو 1894 في Roxbury, Boston ‏ في الولايات المتحدة، وتوفي في 13 مايو 1967 في بوسطن في الولايات المتحدة.

## وصلات خارجية
- جيم والش على موقعبيزبول رفرنس.كوم (الدوري الرئيسي) (الإنجليزية)
- جيم والش على موقعبيزبول رفرنس.كوم (الدوري الثانوي) (الإنجليزية)